# Syndicat des dessinateurs de journaux pour enfants
Le Syndicat des dessinateurs de journaux pour enfants est un syndicat fondé en 1946 par les dessinateurs Alain Saint-Ogan et André Liquois.